# Collegio di Hastings and Rye
Hastings and Rye è un collegio elettorale inglese situato nell'East Sussex rappresentato alla camera dei Comuni del parlamento del Regno Unito. Elegge un membro del parlamento con il sistema maggioritario a turno unico; l'attuale parlamentare è Helena Dollimore, del Partito Laburista e Co-Operativo, che rappresenta il collegio dal 2024.

## Estensione

Il collegio dal 2010 al 2024

- 1983–2010: il borgo di Hastings e i ward del distretto di Rother di Camber, Fairlight, Guestling and Pett, Rye e  Winchelsea.
- 2010–2024: il borgo di Hastings e i ward del distretto di Rother di Brede Valley, Eastern Rother, Marsham e Rye.
- dal 2024: il borgo di Hastings e i ward del distretto di Rother di Eastern Rother, Rye and Winchelsea e Southern Rother.

## Profilo
Come il nome suggerisce, i principali insediamenti del collegio sono la città costiera di Hastings e la piccola città turistica di Rye. Il collegio comprende anche il Cinque Port di Winchelsea e i villaggi di Fairlight, Winchelsea Beach, Three Oaks, Guestling, Icklesham, Playden, Iden, Rye Harbour, East Guldeford, Camber, e Pett.
Il collegio si trova in una parte relativamente isolata del Sud Est da un punto di vista ferroviario, pertanto non gode della facilità di trasporti di questa regione. Nel report del 2000 delle privazioni multiple, la maggioranza dei ward è finita nella seconda metà delle posizioni, pertanto può essere considerata un'area degradata. Hastings presenta alcuni esempi di industria leggera, mentre Rye ha un piccolo porto, con attività di noleggio e riparazione per imbarcazioni anche da pesca. Hastings tende più verso il partito laburista, mentre Rye e il resto delle aree presso Rother sono più tendenti al conservatore.

## Membri del parlamento
| Elezione | Elezione    | Deputato         | Partito         |
| -------- | ----------- | ---------------- | --------------- |
|          | 1983        | Kenneth Warren   | Conservatore    |
| 1992     | Jacqui Lait |                  | Conservatore    |
|          | 1997        | Michael Foster   | Laburista       |
|          | 2010        | Amber Rudd       | Conservatore    |
|          | 2019        | Amber Rudd       | Indipendente    |
|          | 2019        | Sally-Ann Hart   | Conservatore    |
|          | 2024        | Helena Dollimore | Laburista Co-Op |

## Elezioni

### Elezioni negli anni 2020
| Partito                    | Partito                                                 | Candidato                  | Risultati 4 luglio 2024 | Risultati 4 luglio 2024 |
| Partito                    | Partito                                                 | Candidato                  | Voti                    | %                       |
| -------------------------- | ------------------------------------------------------- | -------------------------- | ----------------------- | ----------------------- |
|                            | Laburista Co-Op                                         | Helena Dollimore           | 19 134                  | 41,60                   |
|                            | Conservatore                                            | Sally-Ann Hart             | 10 481                  | 22,79                   |
|                            | Reform UK                                               | Lucian Fernando            | 7 401                   | 16,09                   |
|                            | Verde                                                   | Becca Horn                 | 5 761                   | 12,53                   |
|                            | Lib Dem                                                 | Guy Harris                 | 2 586                   | 5,62                    |
|                            | Workers                                                 | Philip Colley              | 362                     | 0,79                    |
|                            | Comunista                                               | Nicholas Davies            | 136                     | 0,30                    |
|                            | Indipendente                                            | Paul Crosland              | 129                     | 0,28                    |
|                            |                                                         |                            |                         |                         |
| Iscritti                   | Iscritti                                                | Iscritti                   | 75 939                  | 100,00                  |
| ↳ Votanti (% su iscritti)  | ↳ Votanti (% su iscritti)                               | ↳ Votanti (% su iscritti)  | 45 990                  | 60,56                   |
| ↳ Astenuti (% su iscritti) | ↳ Astenuti (% su iscritti)                              | ↳ Astenuti (% su iscritti) | 29 949                  | 39,44                   |
|                            |                                                         |                            |                         |                         |
|                            | Esito: collegio passa da Conservatore a Laburista Co-Op |                            |                         |                         |

### Elezioni negli anni 2010
| Partito                    | Partito                                   | Candidato                  | Risultati 12 dicembre 2019 | Risultati 12 dicembre 2019 |
| Partito                    | Partito                                   | Candidato                  | Voti                       | %                          |
| -------------------------- | ----------------------------------------- | -------------------------- | -------------------------- | -------------------------- |
|                            | Conservatore                              | Sally-Ann Hart             | 26 896                     | 49,56                      |
|                            | Laburista                                 | Peter Chowney              | 22 853                     | 42,11                      |
|                            | Lib Dem                                   | Nick Perry                 | 3 960                      | 7,30                       |
|                            | Indipendente                              | Paul Crosland              | 565                        | 1,04                       |
|                            |                                           |                            |                            |                            |
| Iscritti                   | Iscritti                                  | Iscritti                   | 80 524                     | 100,00                     |
| ↳ Votanti (% su iscritti)  | ↳ Votanti (% su iscritti)                 | ↳ Votanti (% su iscritti)  | 54 274                     | 67,40                      |
| ↳ Astenuti (% su iscritti) | ↳ Astenuti (% su iscritti)                | ↳ Astenuti (% su iscritti) | 26 250                     | 32,60                      |
|                            |                                           |                            |                            |                            |
|                            | Esito: collegio confermato a Conservatore |                            |                            |                            |

| Partito                    | Partito                                   | Candidato                  | Risultati 8 giugno 2017 | Risultati 8 giugno 2017 |
| Partito                    | Partito                                   | Candidato                  | Voti                    | %                       |
| -------------------------- | ----------------------------------------- | -------------------------- | ----------------------- | ----------------------- |
|                            | Conservatore                              | Amber Rudd                 | 25 668                  | 46,87                   |
|                            | Laburista                                 | Peter Chowney              | 25 322                  | 46,24                   |
|                            | Lib Dem                                   | Nick Perry                 | 1 885                   | 3,44                    |
|                            | UKIP                                      | Michael Phillips           | 1 479                   | 2,70                    |
|                            | Indipendente                              | Nicholas Wilson            | 412                     | 0,75                    |
|                            |                                           |                            |                         |                         |
| Iscritti                   | Iscritti                                  | Iscritti                   | 78 363                  | 100,00                  |
| ↳ Votanti (% su iscritti)  | ↳ Votanti (% su iscritti)                 | ↳ Votanti (% su iscritti)  | 54 776                  | 69,90                   |
| ↳ Astenuti (% su iscritti) | ↳ Astenuti (% su iscritti)                | ↳ Astenuti (% su iscritti) | 23 587                  | 30,10                   |
|                            |                                           |                            |                         |                         |
|                            | Esito: collegio confermato a Conservatore |                            |                         |                         |

| Partito                    | Partito                                   | Candidato                  | Risultati 7 maggio 2015 | Risultati 7 maggio 2015 |
| Partito                    | Partito                                   | Candidato                  | Voti                    | %                       |
| -------------------------- | ----------------------------------------- | -------------------------- | ----------------------- | ----------------------- |
|                            | Conservatore                              | Amber Rudd                 | 22 686                  | 44,55                   |
|                            | Laburista                                 | Sarah Owen                 | 17 890                  | 35,13                   |
|                            | UKIP                                      | Andrew Michael             | 6 786                   | 13,32                   |
|                            | Verdi                                     | Jake Bowers                | 1 951                   | 3,83                    |
|                            | Lib Dem                                   | Nick Perry                 | 1 614                   | 3,17                    |
|                            |                                           |                            |                         |                         |
| Iscritti                   | Iscritti                                  | Iscritti                   | 74 892                  | 100,00                  |
| ↳ Votanti (% su iscritti)  | ↳ Votanti (% su iscritti)                 | ↳ Votanti (% su iscritti)  | 50 927                  | 68,00                   |
| ↳ Astenuti (% su iscritti) | ↳ Astenuti (% su iscritti)                | ↳ Astenuti (% su iscritti) | 23 965                  | 32,00                   |
|                            |                                           |                            |                         |                         |
|                            | Esito: collegio confermato a Conservatore |                            |                         |                         |

| Partito                    | Partito                                           | Candidato                  | Risultati 6 maggio 2010 | Risultati 6 maggio 2010 |
| Partito                    | Partito                                           | Candidato                  | Voti                    | %                       |
| -------------------------- | ------------------------------------------------- | -------------------------- | ----------------------- | ----------------------- |
|                            | Conservatore                                      | Amber Rudd                 | 20 468                  | 41,09                   |
|                            | Laburista                                         | Michael Foster             | 18 475                  | 37,09                   |
|                            | Lib Dem                                           | Nick Perry                 | 7 825                   | 15,71                   |
|                            | UKIP                                              | Anthony Smith              | 1 397                   | 2,80                    |
|                            | BNP                                               | Nick Prince                | 1 310                   | 2,63                    |
|                            | Democratici                                       | Rod Bridger                | 339                     | 0,68                    |
|                            |                                                   |                            |                         |                         |
| Iscritti                   | Iscritti                                          | Iscritti                   | 77 956                  | 100,00                  |
| ↳ Votanti (% su iscritti)  | ↳ Votanti (% su iscritti)                         | ↳ Votanti (% su iscritti)  | 49 814                  | 63,90                   |
| ↳ Astenuti (% su iscritti) | ↳ Astenuti (% su iscritti)                        | ↳ Astenuti (% su iscritti) | 28 142                  | 36,10                   |
|                            |                                                   |                            |                         |                         |
|                            | Esito: collegio passa da Laburista a Conservatore |                            |                         |                         |

### Elezioni negli anni 2000
| Partito                    | Partito                                | Candidato                                     | Risultati 5 maggio 2005 | Risultati 5 maggio 2005 |
| Partito                    | Partito                                | Candidato                                     | Voti                    | %                       |
| -------------------------- | -------------------------------------- | --------------------------------------------- | ----------------------- | ----------------------- |
|                            | Laburista                              | Michael Foster                                | 18 107                  | 42,11                   |
|                            | Conservatore                           | Mark Coote                                    | 16 081                  | 37,39                   |
|                            | Lib Dem                                | Richard Stevens                               | 6 479                   | 15,07                   |
|                            | UKIP                                   | Terry Grant                                   | 1 098                   | 2,55                    |
|                            | Verdi                                  | Sally Phillips                                | 1 032                   | 2,40                    |
|                            | Monster Raving Loony                   | Viscount Clarkey of Rochdale Canal Ord-Clarke | 207                     | 0,48                    |
|                            |                                        |                                               |                         |                         |
| Iscritti                   | Iscritti                               | Iscritti                                      | 72 764                  | 100,00                  |
| ↳ Votanti (% su iscritti)  | ↳ Votanti (% su iscritti)              | ↳ Votanti (% su iscritti)                     | 43 004                  | 59,10                   |
| ↳ Astenuti (% su iscritti) | ↳ Astenuti (% su iscritti)             | ↳ Astenuti (% su iscritti)                    | 29 760                  | 40,90                   |
|                            |                                        |                                               |                         |                         |
|                            | Esito: collegio confermato a Laburista |                                               |                         |                         |

| Partito                    | Partito                                | Candidato                  | Risultati 7 giugno 2001 | Risultati 7 giugno 2001 |
| Partito                    | Partito                                | Candidato                  | Voti                    | %                       |
| -------------------------- | -------------------------------------- | -------------------------- | ----------------------- | ----------------------- |
|                            | Laburista                              | Michael Foster             | 19 402                  | 47,07                   |
|                            | Conservatore                           | Mark Coote                 | 15 094                  | 36,62                   |
|                            | Lib Dem                                | Graem Peters               | 4 266                   | 10,35                   |
|                            | UKIP                                   | Alan Coomber               | 911                     | 2,21                    |
|                            | Verdi                                  | Sally Phillips             | 721                     | 1,75                    |
|                            | Indipendente                           | Gillian Bargery            | 486                     | 1,18                    |
|                            | Monster Raving Loony                   | John Ord-Clarke            | 198                     | 0,48                    |
|                            | Rock 'n' Roll Loony                    | Brett McLean               | 140                     | 0,34                    |
|                            |                                        |                            |                         |                         |
| Iscritti                   | Iscritti                               | Iscritti                   | 70 578                  | 100,00                  |
| ↳ Votanti (% su iscritti)  | ↳ Votanti (% su iscritti)              | ↳ Votanti (% su iscritti)  | 41 218                  | 58,40                   |
| ↳ Astenuti (% su iscritti) | ↳ Astenuti (% su iscritti)             | ↳ Astenuti (% su iscritti) | 29 360                  | 41,60                   |
|                            |                                        |                            |                         |                         |
|                            | Esito: collegio confermato a Laburista |                            |                         |                         |

## Risultati dei referendum

### Referendum sulla permanenza del Regno Unito nell'Unione europea del 2016
|             | Collegio         | Lasciare UE % | Rimanere in UE % |
| ----------- | ---------------- | ------------- | ---------------- |
|             | Hastings and Rye | 56,2%         | 43,8%            |
| Inghilterra | 53,3%            | 46,7%         |                  |
| Regno Unito | 51,9%            | 48,1%         |                  |